# Burning Kabaddi
Burning Kabaddi (灼熱カバディ, Shakunetsu Kabadi) est une série de manga sur le kabaddi écrite par Hajime Musashino.
La série a débuté en juillet 2015 sur le site Ura Sunday et l'application mobile MangaONE appartenant tous les deux à la maison d'édition Shōgakukan. Au 19 avril 2022, vingt-et-un volumes ont été publiés.
Une adaptation en une série d'animation réalisée par le studio TMS Entertainment est diffusée du 3 avril 2021 au 19 juin 2021.

## Synopsis
On suit le quotidien de Tatsuya Yoigoshi, un lycéen et ancien joueur de foot connu sous le nom de l'intouchable. Il déteste le sport et fait des lives sur son pc pendant son temps libre. Un jour, il est invité à rejoindre une équipe de kabaddi. Au début, il tourne en dérision ce sport mais devient intéressé après avoir participé à un match et s'inscrit dans le club de kabaddi à la suite d'un pari entre lui et le vice-capitaine.

## Personnages

### Lycée Nôkin
Tatsuya Yoigoshi (宵越竜哉, Hoigoshi Tatsuya)
Voix japonaise : Yūma Uchida (ja)
Masato Ôjô (王城正人, Ōjō Masato)
Voix japonaise : Nobuhiko Okamoto
Sôma Azemichi (畦道相馬, Azemachi Sōma)
Voix japonaise : Gen Satō
Kei Iura (井浦慶, Iura Kei)
Voix japonaise : Makoto Furukawa (en)
Kyôhei Misumi (水澄京平, Misumi Kyōhei)
Voix japonaise : Tatsuhisa Suzuki (en)
Shinji Date (伊達真司, Date Shinji)
Voix japonaise : Shunsuke Takeuchi (en)
Nobutaka Ban (伴伸賢, Ban Nobutaka)
Voix japonaise : Shin'ichirō Kamio
Ryûta Seki (関隆太, Seki Ryūta)
Voix japonaise : Wataru Komada
Yûki Hitomi (人見祐希, Hitomi Yūki)
Voix japonaise : Ayumu Murase

### Lycée Sôwa
Ayumu Rokugen (六弦歩, Rokugen Ayumu)
Voix japonaise : Hiroki Yasumoto
Ren Takaya (高谷煉, Takaya Ren)
Voix japonaise : Kenichi Suzumura
Shintarō Kizaki (木崎新太郎, Kizaku Shintarō)
Voix japonaise : Taku Yashiro (en)
Yû Eikura (栄倉祐, Eikura Yū)
Voix japonaise : Osamu Uchida
Daisuke Muroya (室屋大助, Muroya Daisuke)
Voix japonaise : Junichi Yanagita

### Lycée Saitama Kôyô
Manabu Sakura (佐倉学, Sakura Manabu)
Voix japonaise : Natsuki Hanae
Hiromoto Utô (佐倉学, Utō Hiromoto)
Voix japonaise : Soma Saito

## Manga
Burning Kabaddi est une série de manga écrite et illustrée par Hajime Musashino. La série a commencé à être diffusé sur le site Web Ura Sunday de la Shōgakukan et sur l'application mobile MangaONE en juillet 2015. Shōgakukan a rassemblé ses chapitres en format tankōbon. Au 19 avril 2022, vingt-et-un volumes ont été publiés.

### Liste des volumes
| no | Japonais          | Japonais          |
| no | Date de sortie    | ISBN              |
| -- | ----------------- | ----------------- |
| 1  | 12 février 2016   | 978-4-09-127027-6 |
| 2  | 12 mai 2016       | 978-4-09-127257-7 |
| 3  | 12 octobre 2016   | 978-4-09-127446-5 |
| 4  | 17 février 2017   | 978-4-09-127530-1 |
| 5  | 12 juillet 2017   | 978-4-09-127719-0 |
| 6  | 19 septembre 2017 | 978-4-09-127815-9 |
| 7  | 12 janvier 2018   | 978-4-09-128119-7 |
| 8  | 18 mai 2018       | 978-4-09-128297-2 |
| 9  | 17 août 2018      | 978-4-09-128464-8 |
| 10 | 12 novembre 2018  | 978-4-09-128719-9 |
| 11 | 19 avril 2019     | 978-4-09-129107-3 |
| 12 | 12 septembre 2019 | 978-4-09-129395-4 |
| 13 | 12 février 2020   | 978-4-09-129584-2 |
| 14 | 10 juillet 2020   | 978-4-09-850196-0 |
| 15 | 12 octobre 2020   | 978-4-09-850291-2 |
| 16 | 18 mars 2021      | 978-4-09-850480-0 |
| 17 | 12 avril 2021     | 978-4-09-850499-2 |
| 18 | 12 mai 2021       | 978-4-09-850568-5 |
| 19 | 12 juillet 2021   | 978-4-09-850619-4 |
| 20 | 17 décembre 2021  | 978-4-09-850837-2 |
| 21 | 19 avril 2022     | 978-4-09-851079-5 |

## Anime
Le 6 juillet 2020, a été annoncée que le manga aura le droit à une adaptation en une série télévisée animée.
La série est animée par le studio TMS Entertainment avec la coopération du studio DOMERICA et réalisée par Kazuya Ichikawa, avec Yuuko Kakihara en tant que scénariste. Mari Takada s'occupant du design des personnages et Ken Ito composant la musique de la série.
Shunya Ōhira interprète le générique de début intitulé Fire Bird, tandis que Yūma Uchida (ja) interprète le générique de fin intitulé Comin 'Back.
La série est diffusée du 3 avril 2021 au 19 juin 2021 sur TV Tokyo, TV Osaka, TV Aichi et AT-X. La série est licenciée en France par Crunchyroll et ADN,. 

### Liste des épisodes
| No | Titre français              | Titre japonais       | Titre japonais                  | Date de 1re diffusion |
| No | Titre français              | Kanji                | Rōmaji                          | Date de 1re diffusion |
| -- | --------------------------- | -------------------- | ------------------------------- | --------------------- |
| 1  | Le kabaddi, quésaco ?       | カバディってなんだよ | Kabaditte nanda yo              | 3 avril 2021          |
| 2  | Le lien qui unit les hommes | 繋がる男たち         | Tsunagaru otoko-tachi           | 10 avril 2021         |
| 3  | Vers un monde ardent        | 灼熱の世界へ         | Shakunetsu no sekai e           | 17 avril 2021         |
| 4  | Le Raider suprême           | 最強のレイダー       | Saikyō no reidā                 | 24 avril 2021         |
| 5  | Que le match commence !     | 試合開始ィ!!!        | Shiai kaishī!!!                 | 1er mai 2021          |
| 6  | Poursuite et riposte        | 追撃×反撃            | Tsuigeki×Hangeki                | 8 mai 2021            |
| 7  | Struggle                    | ＳＴＲＵＧＧＬＥ     | Suturaguru                      | 15 mai 2021           |
| 8  | Demande d'inscription       | 入部希望             | Nyūbu kibō                      | 22 mai 2021           |
| 9  | Le choc des volontés        | 意地の勝負           | Iji no shōbu                    | 29 mai 2021           |
| 10 | Être un as                  | エースだから         | Ēsu da kara                     | 5 juin 2021           |
| 11 | Notre objectif              | 目指す方向           | Mezasu hōkō                     | 12 juin 2021          |
| 12 | Après avoir tout donné      | 全て出し尽くした先に | Subete dashi tsukushita saki ni | 19 juin 2021          |

## Réception
En 2020, Burning Kabaddi est nommé dans la catégorie shōnen pour la 66e édition du Prix Shōgakukan.

### Annotations
1. ↑  Les titres français de l'adaptation en anime proviennent d'ADN.

### Œuvres
Édition japonaise
Burning Kabaddi Manga
1. 1 2  (ja) « 灼熱カバディ 1 », sur Shōgakukan (consulté le 1er avril 2021)
2. 1 2  (ja) « 灼熱カバディ 2 », sur Shōgakukan (consulté le 1er avril 2021)
3. 1 2  (ja) « 灼熱カバディ 3 », sur Shōgakukan (consulté le 1er avril 2021)
4. 1 2  (ja) « 灼熱カバディ 4 », sur Shōgakukan (consulté le 1er avril 2021)
5. 1 2  (ja) « 灼熱カバディ 5 », sur Shōgakukan (consulté le 1er avril 2021)
6. 1 2  (ja) « 灼熱カバディ 6 », sur Shōgakukan (consulté le 1er avril 2021)
7. 1 2  (ja) « 灼熱カバディ 7 », sur Shōgakukan (consulté le 1er avril 2021)
8. 1 2  (ja) « 灼熱カバディ 8 », sur Shōgakukan (consulté le 1er avril 2021)
9. 1 2  (ja) « 灼熱カバディ 9 », sur Shōgakukan (consulté le 1er avril 2021)
10. 1 2  (ja) « 灼熱カバディ 10 », sur Shōgakukan (consulté le 1er avril 2021)
11. 1 2  (ja) « 灼熱カバディ 11 », sur Shōgakukan (consulté le 1er avril 2021)
12. 1 2  (ja) « 灼熱カバディ 12 », sur Shōgakukan (consulté le 1er avril 2021)
13. 1 2  (ja) « 灼熱カバディ 13 », sur Shōgakukan (consulté le 1er avril 2021)
14. 1 2  (ja) « 灼熱カバディ 14 », sur Shōgakukan (consulté le 1er avril 2021)
15. 1 2  (ja) « 灼熱カバディ 15 », sur Shōgakukan (consulté le 1er avril 2021)
16. 1 2  (ja) « 灼熱カバディ 16 », sur Shōgakukan (consulté le 1er avril 2021)
17. 1 2  (ja) « 灼熱カバディ 17 », sur Shōgakukan (consulté le 1er avril 2021)
18. 1 2  (ja) « 灼熱カバディ 18 », sur Shōgakukan (consulté le 21 mai 2021)
19. 1 2  (ja) « 灼熱カバディ 19 », sur Shōgakukan (consulté le 21 juin 2021)
20. 1 2  (ja) « 灼熱カバディ 20 », sur Shōgakukan (consulté le 4 décembre 2021)
21. 1 2  (ja) « 灼熱カバディ 21 », sur Shōgakukan (consulté le 28 avril 2022)